# Еммануїл Сведенборг
Еммануїл Сведенборг (Emanuel Swedenborg, уроджений Emanuel Swedberg; 29 січня 1688, Стокгольм — 29 березня 1772, Лондон) — шведський учений-природознавець, теософ, винахідник.
Сведенборг зробив плідну кар'єру винахідника і вченого. 1741 року у віці 53 років, він вступив у духовну фазу свого життя. Починаючи з Великодня 6 квітня 1744 він почав отримувати сни і видіння. Це вилилося в «духовне пробудження», в якому він отримав одкровення, що був покликаний Господом написати небесну Доктрину Нової Церкви щоб реформувати християнство. Згідно з цією доктриною Господь відкрив Сведенборгу духовне бачення, так що відтоді він міг вільно відвідувати рай і пекло, і розмовляти з ангелами, демонами та іншими духами; і що Страшний суд вже відбувся в 1757 році, хоча це було видно тільки в духовному світі, де він був свідком цього. Доктрина Нової Церкви стверджує, що після Страшного суду відбулося Друге пришестя Ісуса Христа, яке сталося, не через Христа особисто, а через Його одкровення через внутрішній, духовний зміст Слова явленого через Сведенборга. Однак, він попереджає, що в ці дні дуже небезпечно говорити з духами, якщо людина не знаходиться в істинній вірі, і не керується Господом. Сведенборг стверджував, що саме наявність цього духовного сенсу робить Слово Божим.
За решту 28 років свого життя, Сведенборг написав 18 опублікованих богословських праць, і ще кілька, які не були опубліковані. Деякі послідовники Нової Церкви вважають, що лише опубліковані особисто Сведенборгом богословські праці є справді богонатхненними.
Доктрина Нової Церкви відкидає концепцію спасіння лише через одну віру, бо вважає, що для спасіння потрібні і віра і благодійність, а не одне без іншого, в той час як реформатори вчили, що лише вірою здобувається виправдання, однак, це повинна бути віра, яка призвела до послуху. Мета віри, згідно з доктриною Нової Церкви, — вести людину до життя у відповідності з істинами віри, яка є благодіянням, як говориться в 1 Коринтян 13:13 і Якова 2:20. Однак, він не зробив жодних спроб заснувати церкву. Через кілька років після його смерті — виникає близько 15 невеликих груп вивчення істини, яку вони бачили в його вченні.

## З творчої біографії
Сведенборг Еммануїл походив з багатої шахтарської родини. Його батько, Еспер Сведберг, був професором богослов'я в Уппсальському університеті і настоятелем собору, пізніше — єпископом в Скарі.
Сведенборг закінчив філософський факультет Уппсальского університету. Вивчав фізику, астрономію, природничі науки. Пізніше в коло його інтересів стали входити космологія, механіка, анатомія, фізіологія, політика, економіка, металургія, геологія, гірнича справа, хімія. Вважається родоначальником таких дисциплін, як мінералогія, физіологія мозку. Сформулював, так звану, небулярну гіпотезу.
Розробив проєкт літального апарата з жорстким крилом.
Видавав у 1716—1718 популярний журнал «Північний Дедал».
1744 і 1745 роки — період духовного перелому у його житті. 6 квітня 1744 року він був, за його словами, удостоєний відвідин Господом Ісусом Христом.
Після цього зайнявся теологією, коментарями до Біблії (від 30 до 40 томів).
За теософські погляди Сведенборга розкритикував Іммануїл Кант в «Мрії духовидця» (1766). Критику Канта поділяли і деякі українці, приміром, Андріян Чепа, який у листі до В. Полетики від 17 лютого 1810 року писав: «Дякуючи Богу, я можу розуміти всі марення і надмірні тонкощі метафізичні духовидця Сведенборга».

### Космологія
Наукові роботи Сведенборга з астрономії стосувалися різних питань, але основний внесок складають його космологічні і космогонічні гіпотези і концепції, які він розробляв з 1722 і виклав у праці «Принципи природи» (1729—1734). В області космогонії Сонячної системи виходив з концепції вихрового Всесвіту Декарта. За Сведенборгом, планети сформувалися в результаті виникнення і поступового розвитку у Сонці вихору матерії, який, прискорюючись, розширювався під дією відцентрових сил. Ця ідея пізніше використовувалася в гіпотезах Ж.Бюффона, Іммануїла Канта, П. С. Лапласа. У космології його твердження зводилися до того, що всі явища і процеси в природі, незалежно від їхніх масштабів, підкоряються деяким загальним принципам. Так, Чумацький Шлях визначався як реально існуюча система зірок, утримуваних разом фізичними силами. Одним з перших висловив ідею космічної ієрархії: існування складних систем, елементами яких є цілі «чумацькі шляхи», які своєю чергою складаються з зоряних скупчень, і так далі. Незалежно і детальніше таку концепцію розвинув в 1761 Йоганн Генріх Ламберт. В одній з ранніх робіт (1718) дійшов висновку, що періоди орбітального обертання і осьового обертання планет, у тому числі Землі, поступово збільшуються (зростає тривалість року і доби). Пізніше на основі теорії припливного тертя до такого ж висновку прийшов Джордж Говард Дарвін.

## Наукові переконання
У своїй праці «Про небеса, про світ духів і про пекло» Сведенборг висунув дуже цікаву версію посмертного існування, яка була йому явлена, як він запевняв, що називається, «з перших рук». У книзі йдеться про те, що зовнішній вигляд ангела не відрізняється від людського. Навіть більше, все, що є на небесах, відповідає тому, що є у людей. При цьому людина зберігає всі свої звички, схильності й улюблені заняття, на підставі яких потрапляє в ту чи іншу область потойбічної реальності. І пекло створюють самі люди власними поганими думками, справами й манерами.

## Ясновидіння
Еммануїл (Емануель) Сведенборг стверджував, що здатний спілкуватися з духами померлих людей, причому його слова підтверджують різноманітні свідчення. У всякому разі, він часом знав такі факти, які нікому, крім найближчих родичів покійного, відомі не були. Сведенборг прославився також випадком, що стався 19 липня 1759 р., коли під час званого обіду в Гетеборзі з жахом розповів оточуючим про страшну пожежу, яка почалася в Стокгольмі і впритул наблизилася до його будинку. Як незабаром було встановлено, лихо, що справді охопило шведську столицю, розвивалося практично ідентично опису Сведенборга.

## Вплив
Зацікавлення особою та ідеями Сведенборга висловлювали: Вільям Блейк, Семюел Колрідж, Оноре де Бальзак, Шарль Бодлер, Адам Міцкевич, Ральф Волдо Емерсон, Володимир Соловйов, Микола Бердяєв, Вільям Батлер Єйтс, Карл Густав Юнг, Август Стріндберг, Хорхе Луїс Борхес, Чеслав Мілош, Арнольд Шенберґ, Даль Володимир Іванович, Вернадський Володимир Іванович

## Спадок
У Реєстрі Пам'яті світу ЮНЕСКО з 2004 року зберігається Архів Сведенборга, який містить 20 000 сторінок різних матеріалів. Це одна з найбільших колекцій рукописів 18 ст.

### Книги
- Таємниці Небесні
- Апокаліпсис Роз'яснений
- Новий Єрусалим та його Небесне Вчення
- Апокаліпсис Відкритий
- Подружня Любов
- Вчення про Господа
- Вчення про Святе Письмо
- Вчення про Життя
- Вчення про Віру
- Вчення про Благолюбність
- Про Білого Коня Апокаліпсису
- Короткий Виклад Вчення Нової Церкви
- Про сполучення Душі та Тіла
- Останній Суд
- Продовження про Останній Суд
- Землі у Всесвіті
- Мудрість Ангельска про Божественну Любов і Божественні Мудрості
- Ангельска Премудрість про Божественне Проведіння
- Про небеса, їх дива і про пекло
- Про Подружжя
- Істинна Християнська Релігія
- Coronis, або продовження до Істинної Християнської Релігії
- Духовні Досліди

## Виноски
1. 1 2 3 4 5  Emanuel Swedenborg
2. ↑  Find a Grave — 1996.
3. ↑  CONOR.Sl
4. ↑  Bibliothèque nationale de France BNF: платформа відкритих даних — 2011.
5. ↑  Вл. Соловьев Сведенборг, Эммануил // Энциклопедический словарь — СПб: Брокгауз — Ефрон, 1900. — Т. XXIX. — С. 75–80.
6. ↑  Сведенборг Эммануил[недоступне посилання з липня 2019] // Новейший философский словарь: 3-е изд., исправл. — Мн.: Книжный Дом. 2003.— 1280 с — (Мир энциклопедий).
 — Сведенборг Эммануил[недоступне посилання з липня 2019] // Большая советская энциклопедия
 — Сведенборг Эммануил[недоступне посилання з липня 2019] // Энциклопедия «История философии»
 — Сведенборг Эммануил[недоступне посилання з липня 2019] // Малый энциклопедический словарь Брокгауза и Ефрона
7. ↑  Сириэль Сигштедт. Сведенборг: жизнь и труды
8. ↑  Чепа А. И. Письмо В. Г. Полетике от А. И. Чепы. 17 февраля 1810 г. // Из истории Южно-русского общества начала XIX века. Киевская старина. 1890. № 5. — С. 57—60. (с. 58)
9. ↑  В реестр Памяти мира внесены 29 новых документов [Архівовано 4 березня 2006 у Wayback Machine.] / Сайт Бюро ЮНЕСКО в Москве

### Статті у словниках
- Сведенборг Емануель // Українська Релігієзнавча Енциклопедія
- Энциклопедия «История философии»[недоступне посилання з липня 2019]
- Новейший философский словарь[недоступне посилання з липня 2019]
- БСЭ[недоступне посилання з липня 2019]